# 認証排出削減量
認証排出削減量（にんしょうはいしゅつさくげんりょう、英: Certified Emission Reductions、略称CER）は、京都議定書で規定された途上国への地球温暖化対策のための技術・資金援助スキームであるクリーン開発メカニズム (CDM) のルールに則って温室効果ガスを削減し、その排出削減量に基づき発行される国連認証のクレジットである。カーボンオフセットに利用される。認証は第三者の認証機関が行う。
CER に対し、国連に認められていない機関が認証した排出削減量は VER （Verified Emission Reduction または Voluntary Emission Reduction）と呼ばれ、区別して扱われる。